# بلك إرث (ويسكونسن)
بلك إرث (بالإنجليزية: Black Earth, Wisconsin)‏ هي قرية تقع في الولايات المتحدة في مقاطعة دان (ويسكونسن). يقدر عدد سكانها بـ 1,338 نسمة ومساحتها 2.23 كم2وترتفع عن سطح البحر 255 متر.

## التركيبة السكانية
قام مكتب تعداد الولايات المتحدة بتحديد بيانات التركيبة السكانية لبلك إرث في تعداد الولايات المتحدة. في ما يلي، التركيبة السكانية حسب تعدادي 2000 و2010.

### تعداد عام 2000
بلغ عدد سكان بلك إرث 1,320 نسمة بحسب تعداد عام 2000، وبلغ عدد الأسر 514 أسرة وعدد العائلات 358 عائلة مقيمة في القرية. في حين سجلت الكثافة السكانية 1,991.6 نسمة لكل ميل مربع (769.0/كم2). وبلغ عدد الوحدات السكنية 527 وحدة بمتوسط كثافة قدره 795.1 نسمة لكل ميل مربع (307.0/كم2).
وتوزع التركيب العرقي للقرية بنسبة 96.97% من البيض و 0.38% من الأمريكيين الأصليين و 0.68% من الأمريكيين ذوي الأصول الآسيوية و 0.15% من الأمريكيين الأفارقة و 1.74% من عرقين مختلطين أو أكثر.
بلغ عدد الأسر 514 أسرة كانت نسبة 35.4% منها لديها أطفال تحت سن الثامنة عشر تعيش معهم، وبلغت نسبة الأزواج القاطنين مع بعضهم البعض 57.0% من أصل المجموع الكلي للأسر، وكانت نسبة 30.2% من غير العائلات. تألفت نسبة 25.3% من أصل جميع الأسر من أفراد ونسبة 12.1% كانوا يعيش معهم شخص وحيد يبلغ من العمر 65 عاماً فما فوق. وبلغ متوسط حجم الأسرة المعيشية 3.01، أما متوسط حجم العائلات فبلغ 2.49.
بلغ العمر الوسطي للسكان 38 عاماً. وكانت نسبة 25.9% من القاطنين تحت سن الثامنة عشر، وكانت نسبة 6.1% بين الثامنة عشر والأربعة وعشرون عاماً، ونسبة 31.3% كانت واقعةً في الفئة العمرية ما بين الخامسة والعشرون حتى والأربعة وأربعون عاماً، ونسبة 21.5% كانت ما بين الخامسة والأربعون حتى الرابعة والستون، ونسبة 15.2% كانت ضمن فئة الخامسة والستون عاماً فما فوق. يوجد لكل 100 أنثى 94.4 ذكر، ويوجد لكل 100 أنثى في الثامنة عشر من عمرها فما فوق 89.2 ذكر.
بلغ متوسط دخل الأسرة في القرية 51,548 دولار، أما متوسط دخل العائلة فبلغ 58,421 دولار. وكان متوسط دخل الذكور 37,130 دولار مقابل 28,828 دولار للإناث. وسجل دخل الفرد الخاص بالقرية 21,363 دولار. وكانت نسبة 1.4% من العائلات ونسبة 2.2% من السكان تحت خط الفقر، وكان من هؤلاء نسبة 2.4% تحت سن الثامنة عشر ونسبة 3.7% في الخامسة والستين من العمر وما فوق.

### تعداد عام 2010
بلغ عدد سكان بلك إرث 1,338 نسمة بحسب تعداد عام 2010، وبلغ عدد الأسر 559 أسرة وعدد العائلات 346 عائلة مقيمة في القرية. في حين سجلت الكثافة السكانية 1,574.1 نسمة لكل ميل مربع (607.8/كم2). وبلغ عدد الوحدات السكنية 582 وحدة بمتوسط كثافة قدره 684.7 لكل ميل مربع (264.4/كم2).
وتوزع التركيب العرقي للقرية بنسبة 96.7% من البيض و 0.4% من الأمريكيين الأصليين و 1.4% من الأمريكيين ذوي الأصول الآسيوية و 0.3% من الأمريكيين الأفارقة و 1.0% من عرقين مختلطين أو أكثر.
بلغ عدد الأسر 559 أسرة كانت نسبة 28.6% منها لديها أطفال تحت سن الثامنة عشر تعيش معهم، وبلغت نسبة الأزواج القاطنين مع بعضهم البعض 51.7% من أصل المجموع الكلي للأسر، ونسبة 6.8% من الأسر كان لديها معيلات من الإناث دون وجود شريك، بينما كانت نسبة 3.4% من الأسر لديها معيلون من الذكور دون وجود شريكة وكانت نسبة 38.1% من غير العائلات. تألفت نسبة 30.6% من أصل جميع الأسر من أفراد ونسبة 13.4% كانوا يعيش معهم شخص وحيد يبلغ من العمر 65 عاماً فما فوق. وبلغ متوسط حجم الأسرة المعيشية 2.94، أما متوسط حجم العائلات فبلغ 2.32.
بلغ العمر الوسطي للسكان 41.5 عاماً. وكانت نسبة 22.6% من القاطنين تحت سن الثامنة عشر، وكانت نسبة 6.3% بين الثامنة عشر والأربعة وعشرون عاماً، ونسبة 26.3% كانت واقعةً في الفئة العمرية ما بين الخامسة والعشرون حتى والأربعة وأربعون عاماً، ونسبة 29.4% كانت ما بين الخامسة والأربعون حتى الرابعة والستون، ونسبة 15.2% كانت ضمن فئة الخامسة والستون عاماً فما فوق. وتوزع التركيب الجنسي للسكان بنسبة 49.8% ذكور و50.2% إناث.